# Funiculì, Funiculà
„Funiculì Funiculà“ (velmi těžko přeložitelné, česky něco jako Lanovkou) je proslulá neapolská píseň. Složil jí roku 1880 italský skladatel Luigi Denza (1846–1922) na slova novináře a básníka Peppina Turca (1846–1907) u příležitosti otevření první pozemní lanové dráhy (italsky „la funicolare“) na Vesuv dne 6. května téhož roku.
Píseň je napsána v neapolštině, poprvé zazněla v hotelu Quisiana v Castellammare di Stabia a měla obrovský úspěch. Proto byla v tomtéž roce uvedena na festivalu neapolských písní La Festa di Piedigrotta (festival se konal od roku 1839 do roku 1982 a byl znovu obnoven v roce 2007), získala zde první cenu a je považována za píseň, která je na počátku světové proslulosti neapolských písní. Vypráví se v ní o tom, jak snadná je cesta lanovkou na vrchol hory, a zpěvák se v ní obrací ke své dívce s prosbou, aby tam s ním vyjela a vzala si ho za muže.
Šest let poté, co byla píseň složena, se s ní za svého pobytu v Itálii seznámil německý skladatel Richard Strauss. Protože se domníval, že jde o neapolskou lidovou píseň, zakomponoval jí do své symfonické básně Aus Italien (1886, Z Itálie). Denza se pak se Straussem soudil a spor o autorská práva vyhrál, takže Strauss byl nucen Denzovi platit pokaždé, když byla skladba hrána.
Píseň má dodnes ve svém repertoáru mnoho italských tenorů (Mario Lanza, Benjamino Gigli, Luciano Pavarotti a další), nazpíval jí ale například také Muslim Magomajev a Karel Gott.

## Text písně v neapolštině
Aieressera, oì Nanninè, me ne sagliette,

tu saie addò tu saie addò

Addò 'stu core 'ngrato cchiù dispietto

Farme nun pò!

Addò lo fuoco coce, ma si fuie

te lassa sta!

E nun te corre appriesso, nun te struie

sulo a guardà.

Jamme, jamme,'ncoppa jamme ja'...
Jamme, jamme,'ncoppa jamme ja'...
Funiculì, funiculà, funiculì, funiculà...
'Ncoppa jamme ja', funiculì, funiculà...
Nè, jamme da la terra a la montagna! no passo nc'è!

Se vede Francia, Proceta e la Spagna...

Io veco a tte!

Tirato co la fune, diritto 'nfatto,

'ncielo se va.

Se va comm' 'à lu viento a l'intrasatto, guè, saglie sà!

Jamme, jamme,'ncoppa jamme ja'...
Se n' 'è sagliuta, oì Nè, se n' 'è sagliuta, la capa già!

È gghiuta, pò è turnata, pò è venuta,

sta sempe ccà!

La capa vota, vota, attuorno, attuorno,

attuorno a tte!

Sto core canta sempe

nu taluorno

Sposamme, oì Nè!

Jamme, jamme,'ncoppa jamme ja'...